# U.S. News & World Report
U.S. News & World Report és una revista nord-americàna publicada a Washington, DC. Va ser juntament amb Time i Newsweek per molts anys revista líder setmanalment, encara que s'enfocava més en política, economia, salut i educació que seus contraparts. És coneguda particularment pel seu sistema d'anual de reportis de les universitats i hospitals nord-americans.
El juny de 2008 la publicació canvi de ser setmanal a bisetmanal. El novembre de 2008 es va revelar que seria una edició mensual.

## Història de la publicació
United States News va ser fundada el 1933 per David Lawrence (1888-1973) que també va iniciar el World Report el 1946. Les dues revistes inicialment cobrien les notícies nacional i internacionalment per separat, però Lawrence les va fusionar en OS News & World Report el 1948 i subsecuentemente va vendre la revista als seus empleats. El 1984, va ser adquirida per Mortimer Zuckerman, qui també és el propietari de New York Daily News.
El 1995, va ser llançat el seu lloc d'internet 'usnews.com' donant accés a tots els articles de la seva edició impresa.
El 2007 US News va publicar per primera vegada la seva llista de les millors escoles a nivell superior.

## Millors col·legis
El 1983, la revista va publicar per primera vegada el seu informe sobre les millors escoles nord-americanes. Amb l'excepció de 1984, han estat compilades i publicades anualment des de 1985 i són les més requerides en el seu tipus als EUA